# John C. Taylor (Physiker)
John Clayton Taylor (* 4. August 1930) ist ein britischer Physiker.
Taylor studierte in Cambridge und war ein Schüler von Abdus Salam am Imperial College. 1957 bis 1961 war er Lecturer in theoretischer Physik am Imperial College und danach Lecturer in Cambridge, bevor er 1964 Reader an der Universität Oxford wurde. Von 1980 bis zu seiner Emeritierung 1995 war er Professor für Mathematische Physik an der Universität Cambridge. 1981 wurde er Fellow der Royal Society.
Taylor leistete in den 1970er Jahren wichtige Beiträge zu Eichtheorien, zum Beispiel die Slawnow-Taylor-Identitäten (zusätzlich nach Andrei Alexejewitsch Slawnow benannt), die eine wichtige Rolle bei der Renormierung von Yang-Mills-Feldern spielen, und das Verhalten der Yang-Mills-Felder Verhalten bei niedrigen Energien (Infrarot-Grenzwert). Später beschäftigte er sich auch mit Quantenfeldtheorie bei endlicher Temperatur (thermischer Feldtheorie) und Quanten-Rauschen.
Zu seinen Doktoranden zählt Paul Frampton.

## Schriften
- Hidden unity in nature´s laws. Cambridge University Press, 2001, ISBN 0521659388
- Gauge theories of weak interactions. Cambridge University Press, 1976
- als Herausgeber: Gauge theories in the Twentieth Century. World Scientific, Imperial College Press, 2001
- Gauge theories in particle physics. In Paul Davies (Herausgeber): The new physics. Cambridge University Press, 1989